# Fußball-Weltmeisterschaft 1982/Gruppe 6
| Pl. | Land        | Sp. | S | U | N | Tore    | Diff. | Punkte |
| --- | ----------- | --- | - | - | - | ------- | ----- | ------ |
| 1.  | Brasilien   | 3   | 3 | 0 | 0 | 010:200 | +8    | 06:0   |
| 2.  | Sowjetunion | 3   | 1 | 1 | 1 | 006:400 | +2    | 03:30  |
| 3.  | Schottland  | 3   | 1 | 1 | 1 | 008:800 | ±0    | 03:30  |
| 4.  | Neuseeland  | 3   | 0 | 0 | 3 | 002:120 | −10   | 0:60   |

Gruppe 6 der Fußball-Weltmeisterschaft 1982:

## Brasilien – UdSSR 2:1 (0:1)
| Brasilien                                                                     | Brasilien | UdSSR | UdSSR |
| ----------------------------------------------------------------------------- | --- | --- | ----- |
| Brasilien                                                                     | \| 1. Gruppenspiel \| \| Montag, 14. Juni 1982 um 21:00 Uhr in Sevilla (Estadio Ramón Sánchez Pizjuán) \| \| Zuschauer: 68.000 \| \| Schiedsrichter: Augusto Lamo Castillo ( Spanien) \| \| Spielbericht \| | \| 1. Gruppenspiel \| \| Montag, 14. Juni 1982 um 21:00 Uhr in Sevilla (Estadio Ramón Sánchez Pizjuán) \| \| Zuschauer: 68.000 \| \| Schiedsrichter: Augusto Lamo Castillo ( Spanien) \| \| Spielbericht \|                                                                          | UdSSR |
| Brasilien                                                                     | Valdir Peres – Oscar – Leandro, Luizinho, Júnior – Sócrates , Falcão, Zico, Dirceu (46. Paulo Isidoro) – Serginho, Éder Cheftrainer: Telê Santana                                                           | Rinat Dassajew – Aleksandre Tschiwadse – Tengis Sulakwelidse, Serhij Baltatscha, Anatolij Demjanenko – Wolodymyr Bessonow, Andrij Bal, Juri Gawrilow (74. Jurij Susloparow), Witali Darasselia – Ramas Schengelia (88. Sergei Andrejew), Oleh Blochin Cheftrainer: Konstantin Beskow | UdSSR |
| Brasilien                                                                     | 1:1 Sócrates (75.) 2:1 Éder (88.) | 0:1 Bal (34.) | UdSSR |
| 1. Gruppenspiel                                                               | | |       |
| Montag, 14. Juni 1982 um 21:00 Uhr in Sevilla (Estadio Ramón Sánchez Pizjuán) | | |       |
| Zuschauer: 68.000                                                             | | |       |
| Schiedsrichter: Augusto Lamo Castillo ( Spanien)                              | | |       |
| Spielbericht                                                                  | | |       |

## Schottland – Neuseeland 5:2 (3:0)
| Schottland                                                           | Schottland | Neuseeland | Neuseeland |
| -------------------------------------------------------------------- | --- | --- | ---------- |
| Schottland                                                           | \| 1. Gruppenspiel \| \| Dienstag, 15. Juni 1982 um 21:00 Uhr in Málaga (Estadio La Rosaleda) \| \| Zuschauer: 36.000 \| \| Schiedsrichter: David Socha ( Vereinigte Staaten) \| \| Spielbericht \|                          | \| 1. Gruppenspiel \| \| Dienstag, 15. Juni 1982 um 21:00 Uhr in Málaga (Estadio La Rosaleda) \| \| Zuschauer: 36.000 \| \| Schiedsrichter: David Socha ( Vereinigte Staaten) \| \| Spielbericht \|                                | Neuseeland |
| Schottland                                                           | Alan Rough – Danny McGrain , Alan Hansen, Allan Evans, Frank Gray – Gordon Strachan (84. David Narey), Graeme Souness, John Wark – Alan Brazil (53. Steve Archibald), Kenny Dalglish, John Robertson Cheftrainer: Jock Stein | Frank van Hattum – John Hill, Robert Almond (67. Ricki Herbert), Sam Malcolmson (78. Duncan Cole), Adrian Elrick – Keith McKay, Allan Boath, Kenny Cresswell, Steve Sumner – Wynton Rufer, Steve Wooddin Cheftrainer: John Adshead | Neuseeland |
| Schottland                                                           | 1:0 Dalglish (18.) 2:0 Wark (29.) 3:0 Wark (32.) 4:2 Robertson (73.) 5:2 Archibald (79.) | 3:1 Sumner (54.) 3:2 Wooddin (64.) | Neuseeland |
| 1. Gruppenspiel                                                      | | |            |
| Dienstag, 15. Juni 1982 um 21:00 Uhr in Málaga (Estadio La Rosaleda) | | |            |
| Zuschauer: 36.000                                                    | | |            |
| Schiedsrichter: David Socha ( Vereinigte Staaten)                    | | |            |
| Spielbericht                                                         | | |            |

## Brasilien – Schottland 4:1 (1:1)
| Brasilien                                                                  | Brasilien | Schottland | Schottland |
| -------------------------------------------------------------------------- | --- | --- | ---------- |
| Brasilien                                                                  | \| 2. Gruppenspiel \| \| Freitag, 18. Juni 1982 um 21:00 Uhr in Sevilla (Estadio Benito Villamarín) \| \| Zuschauer: 47.379 \| \| Schiedsrichter: Luis Paulino Siles ( Costa Rica) \| \| Spielbericht \| | \| 2. Gruppenspiel \| \| Freitag, 18. Juni 1982 um 21:00 Uhr in Sevilla (Estadio Benito Villamarín) \| \| Zuschauer: 47.379 \| \| Schiedsrichter: Luis Paulino Siles ( Costa Rica) \| \| Spielbericht \|                       | Schottland |
| Brasilien                                                                  | Valdir Peres – Oscar – Leandro, Luizinho, Júnior – Sócrates , Toninho Cerezo, Zico, Falcão – Serginho (80. Paulo Isidoro), Éder Cheftrainer: Telê Santana                                                | Alan Rough – David Narey, Willie Miller, Alan Hansen, Frank Gray – Gordon Strachan (63. Kenny Dalglish), Graeme Souness , Asa Hartford (68. Alex McLeish), John Wark – Steve Archibald, John Robertson Cheftrainer: Jock Stein | Schottland |
| Brasilien                                                                  | 1:1 Zico (33.) 2:1 Oscar (48.) 3:1 Éder (63.) 4:1 Falcão (87.) | 0:1 Narey (18.) | Schottland |
| 2. Gruppenspiel                                                            | | |            |
| Freitag, 18. Juni 1982 um 21:00 Uhr in Sevilla (Estadio Benito Villamarín) | | |            |
| Zuschauer: 47.379                                                          | | |            |
| Schiedsrichter: Luis Paulino Siles ( Costa Rica)                           | | |            |
| Spielbericht                                                               | | |            |

## UdSSR – Neuseeland 3:0 (1:0)
| UdSSR                                                               | UdSSR | Neuseeland | Neuseeland |
| ------------------------------------------------------------------- | --- | --- | ---------- |
| UdSSR                                                               | \| 2. Gruppenspiel \| \| Samstag, 19. Juni 1982 um 21:00 Uhr in Málaga (Estadio La Rosaleda) \| \| Zuschauer: 19.000 \| \| Schiedsrichter: Yusef Alghoul ( Libyen) \| \| Spielbericht \|                                                                                                | \| 2. Gruppenspiel \| \| Samstag, 19. Juni 1982 um 21:00 Uhr in Málaga (Estadio La Rosaleda) \| \| Zuschauer: 19.000 \| \| Schiedsrichter: Yusef Alghoul ( Libyen) \| \| Spielbericht \|    | Neuseeland |
| UdSSR                                                               | Rinat Dassajew – Aleksandre Tschiwadse – Tengis Sulakwelidse, Serhij Baltatscha, Anatolij Demjanenko – Wolodymyr Bessonow, Andrij Bal, Witali Darasselia (46. Choren Howhannisjan) – Ramas Schengelia, Juri Gawrilow (67. Sergei Rodionow), Oleh Blochin Cheftrainer: Konstantin Beskow | Frank van Hattum – Glenn Dods, Ricki Herbert, Allan Boath, Adrian Elrick – Keith McKay, Duncan Cole, Steve Sumner , Kenny Cresswell – Wynton Rufer, Steve Wooddin Cheftrainer: John Adshead | Neuseeland |
| UdSSR                                                               | 1:0 Gawrilow (24.) 2:0 Blochin (48.) 3:0 Baltatscha (68.) | | Neuseeland |
| UdSSR                                                               | Das 3:0 war das 1.100. WM-Tor | | Neuseeland |
| 2. Gruppenspiel                                                     | | |            |
| Samstag, 19. Juni 1982 um 21:00 Uhr in Málaga (Estadio La Rosaleda) | | |            |
| Zuschauer: 19.000                                                   | | |            |
| Schiedsrichter: Yusef Alghoul ( Libyen)                             | | |            |
| Spielbericht                                                        | | |            |

## UdSSR – Schottland 2:2 (0:1)
| UdSSR                                                                | UdSSR | Schottland | Schottland |
| -------------------------------------------------------------------- | --- | --- | ---------- |
| UdSSR                                                                | \| 3. Gruppenspiel \| \| Dienstag, 22. Juni 1982 um 21:00 Uhr in Málaga (Estadio La Rosaleda) \| \| Zuschauer: 45.000 \| \| Schiedsrichter: Nicolae Rainea ( Rumänien) \| \| Spielbericht \|                                                                 | \| 3. Gruppenspiel \| \| Dienstag, 22. Juni 1982 um 21:00 Uhr in Málaga (Estadio La Rosaleda) \| \| Zuschauer: 45.000 \| \| Schiedsrichter: Nicolae Rainea ( Rumänien) \| \| Spielbericht \|                               | Schottland |
| UdSSR                                                                | Rinat Dassajew – Aleksandre Tschiwadse – Tengis Sulakwelidse, Serhij Baltatscha, Anatoliy Demyanenko – Wolodymyr Bessonow, Andrij Bal, Sjarhej Barouski – Ramas Schengelia (88. Sergei Andrejew), Juri Gawrilow, Oleh Blochin Cheftrainer: Konstantin Beskow | Alan Rough – David Narey, Willie Miller, Alan Hansen, Frank Gray – Gordon Strachan (76. Danny McGrain), Graeme Souness , John Wark – Steve Archibald, Joe Jordan (76. Alan Brazil), John Robertson Cheftrainer: Jock Stein | Schottland |
| UdSSR                                                                | 1:1 Tschiwadse (59.) 2:1 Schengelia (84.) | 0:1 Jordan (15.) 2:2 Souness (86.) | Schottland |
| UdSSR                                                                | Souness (5.) | | Schottland |
| 3. Gruppenspiel                                                      | | |            |
| Dienstag, 22. Juni 1982 um 21:00 Uhr in Málaga (Estadio La Rosaleda) | | |            |
| Zuschauer: 45.000                                                    | | |            |
| Schiedsrichter: Nicolae Rainea ( Rumänien)                           | | |            |
| Spielbericht                                                         | | |            |

## Brasilien – Neuseeland 4:0 (2:0)
| Brasilien                                                                   | Brasilien | Neuseeland | Neuseeland |
| --------------------------------------------------------------------------- | --- | --- | ---------- |
| Brasilien                                                                   | \| 3. Gruppenspiel \| \| Mittwoch, 23. Juni 1982 um 21:00 Uhr in Sevilla (Estadio Benito Villamarín) \| \| Zuschauer: 43.000 \| \| Schiedsrichter: Damir Matovinović ( Jugoslawien) \| \| Spielbericht \| | \| 3. Gruppenspiel \| \| Mittwoch, 23. Juni 1982 um 21:00 Uhr in Sevilla (Estadio Benito Villamarín) \| \| Zuschauer: 43.000 \| \| Schiedsrichter: Damir Matovinović ( Jugoslawien) \| \| Spielbericht \|                          | Neuseeland |
| Brasilien                                                                   | Valdir Peres – Oscar (75. Edinho) – Leandro, Luizinho, Júnior – Sócrates , Toninho Cerezo, Zico, Falcão – Serginho (75. Paulo Isidoro), Éder Cheftrainer: Telê Santana                                    | Frank van Hattum – Glenn Dods, Ricki Herbert, Allan Boath, Adrian Elrick – Keith McKay, Robert Almond, Steve Sumner , Kenny Cresswell (77. Duncan Cole) – Wynton Rufer (77. Brian Turner), Steve Wooddin Cheftrainer: John Adshead | Neuseeland |
| Brasilien                                                                   | 1:0 Zico (28.) 2:0 Zico (31.) 3:0 Falcão (64.) 4:0 Serginho (70.) | | Neuseeland |
| 3. Gruppenspiel                                                             | | |            |
| Mittwoch, 23. Juni 1982 um 21:00 Uhr in Sevilla (Estadio Benito Villamarín) | | |            |
| Zuschauer: 43.000                                                           | | |            |
| Schiedsrichter: Damir Matovinović ( Jugoslawien)                            | | |            |
| Spielbericht                                                                | | |            |